# Grupa April
April – przedsiębiorstwo projektujące, zarządzające i dystrybuujące rozwiązania ubezpieczeniowe i assistance dla osób indywidualnych, profesjonalistów oraz firm. Założona w 1988 roku spółka April liczy blisko 4000 współpracowników, posiada swoje filie w 37 krajach, a w 2013 roku osiągnęła obroty w wysokości 778,6 miliona €.

## Historia
Grupa April to broker ubezpieczeniowy, oferujący ubezpieczenia poprzez sieć niezależnych dystrybutorów (brokerów i agentów ubezpieczeniowych oraz turystycznych). Na początku 1988 roku spółka April posiadała sieć 500 dealerów, a do końca roku ich liczba wzrosła do ponad 800. Spółka April dywersyfikując swoją ofertę i organizując sieć agentów stopniowo rozszerzała swoją działalność, stając się ubezpieczycielem.
23 października 1997 Grupa April była notowana na II Paryskiej Giełdzie Papierów Wartościowych.
W 1998 roku powstała Ogólnopolska Grupa Brokerska Sp. z o.o. (obecnie April Polska Broker Sp. z o.o.) oraz Polskie Centrum Likwidacji Szkód (obecnie April Polska Centrum Likwidacji Szkód Sp. z o.o.).
Począwszy od 2000 roku, wraz z utworzeniem pierwszej włoskiej spółki zależnej April Spa z siedzibą w Mediolanie, miała miejsce ekspansja europejska i koncentracja działalności na niszach branży ubezpieczeniowej. Rok później, April nabyła “London & European Title Insurance Services Ltd.” – specjalistę w zakresie projektowania i zarządzania umowami ubezpieczeniowymi na rynku brytyjskim. W tym samym roku firma utworzyła FEBS Niemcy AG (od września 2007 April Financial Services AG).
W 2006 roku działalność rozpoczęła April Iberia w Madrycie, zajmująca się dystrybucją indywidualnych rozwiązań ubezpieczeniowych na rynek hiszpański.
W 2007 roku dystrybucja stała się „wielokanałowa”: April wciąż dystrybuowała swoją ofertę w dotychczasowej sieci brokerów i agentów generalnych, ale rozwijała też sieć własnych punktów sprzedaży. W tym samym roku Grupa April rozpoczęła działalność w Ameryce Północnej nabywając dwie multiagencje: kanadyjską Dave Rochon oraz Escapade Assurances Voyages i Expat5. W tym okresie Grupa przyspieszyła swój program inwestycji, przejmując pięć spółek zewnętrznych oraz tworząc dziesięć nowych podmiotów. W Lyonie przy bulwarze Vivier Merle została otwarta nowa siedziba spółki. W tym samym roku grupa rozwijała sieć agentów April Zdrowie otwierając 80 nowych placówek, o 20 więcej niż początkowo planowano, tworząc April International oraz przejmując Coris International.
Na początku 2010 roku Grupa April zatrudniała ponad 3500 pracowników w 70 spółkach. Skonsolidowane przychody w 2010 roku wyniosły 743 mln euro. Spółki holdingu April znajdują się we Francji, Niemczech, Hiszpanii, Włoszech, na Węgrzech, w Polsce, Kanadzie i Wielkiej Brytanii (łącznie w 25 krajach).
W 2011 roku we Francji 250 agencji ubezpieczeniowych Mutant Assurance zostało przekształconych w April Mon Assurance April (pol. Moje Ubezpieczenie).

## Giełda
Akcje April są notowane na giełdzie B Euronext Paris. (ISIN FR0004037125)
- Liczba tytułów April 2013: 40.904.135 akcji
- Kapitalizacja rynkowa z dnia 01.04.2014: 712 mln €

## Grupa April Polska
Źródło.
W 1995 roku powstało w Polsce Biuro Szkód Ubezpieczeniowych i Assistance Coris Varsovie Sp z o.o. (obecnie April Polska Assistance Sp. z o.o.).
Grupa April Polska:
- April Polska Assistance Sp. z o.o.
- April Polska Service Sp. z o.o.
- April Polska Broker Sp. z o.o.
- April Polska Medbroker Sp. z o.o.
- April Polska Centrum Likwidacji Szkód Sp. z o.o.

Każda ze spółek specjalizuje się w odrębnym obszarze takim jak wdrażanie i kreowanie programów ubezpieczeniowych, dystrybucja polis ubezpieczeniowych czy bieżąca obsługa (likwidacja szkód, usługi assistance). Grupa APRIL Polska posiada około 45 biur regionalnych oraz ponad 150 reprezentantów którzy w imieniu ubezpieczyciela działają na całym świecie.